# Pararctonoella aphthalma
Pararctonoella aphthalma är en ringmaskart som först beskrevs av José María Alfono Félix Gallardo 1968.  Pararctonoella aphthalma ingår i släktet Pararctonoella och familjen Polynoidae. Inga underarter finns listade i Catalogue of Life.